# كسوف الشمس 10 يونيو 2002
حدث كسوف حلقي للشمس في 10 يونيو 2002. يحدث كسوف الشمس عندما يمر القمر بين الأرض والشمس، وبالتالي يحجب صورة الشمس كليًا أو جزئيًا عن المشاهد على الأرض. يحدث الكسوف الحلقي للشمس عندما يكون القطر الظاهري للقمر أصغر من قطر الشمس، مما يحجب معظم ضوء الشمس ويتسبب في ظهور الشمس على شكل حلقة (حلقة). يظهر الخسوف الحلقي على شكل كسوف جزئي فوق منطقة من الأرض يبلغ عرضها آلاف الكيلومترات. كانت الحلقي مرئية في إندونيسيا، بالاو ( كايانجيل أتول)، شمال ماريانا يوم 11 يونيو (الثلاثاء)، والطرف الغربي من خاليسكو، المكسيك يوم 10 يونيو (الإثنين). حدث هذا الكسوف خلال كأس العالم لكرة القدم 2002. حدث أقرب أوج في 4 يونيو 2002. كان هذا أول كسوف حلقي للشمس يظهر في المحيط الهادئ منذ 6 أشهر.

## الخسوفات ذات الصلة

### كسوف 2002
- خسوف قمري بينمبرال في 26 مايو.
- كسوف حلقي للشمس في 10 يونيو.
- خسوف شبه قمري للقمر في 24 يونيو.
- خسوف شبه قمري للقمر في 20 نوفمبر.
- كسوف كلي للشمس في 4 ديسمبر.

### تسولكينكس
- سابق: كسوف الشمس في 29 أبريل 1995

- يتبع: كسوف الشمس في 22 تموز (يوليو) 2009

### نصف ساروس
- سابق: خسوف القمر 4 يونيو 1993

- يتبع: خسوف القمر 15 يونيو 2011

### تريتوس
- سابق: كسوف الشمس 11 يوليو 1991

- يتبع: كسوف الشمس في 10 مايو 2013

### ساروس شمسي137
- سابق: كسوف الشمس في 30 مايو 1984

- يتبع: كسوف الشمس في 21 يونيو 2020

### اينكس
- سابق: كسوف الشمس في 30 يونيو 1973

- يتبع: كسوف الشمس في 21 مايو 2031

### كسوف الشمس 2000-2003
هذا الكسوف هو جزء من سلسلة نصف سنوية. يتكرر الكسوف في سلسلة نصف سنوية من الكسوف الشمسي كل 177 يومًا تقريبًا و4 ساعات (فصلية) في العقد المتناوبة من مدار القمر.
حدث الكسوف الجزئي للشمس في 5 فبراير 2000 و31 يوليو 2000 في السنة القمرية السابقة المحددةقالب:Solar eclipse set 2000–2003
| كسوف الشمس series sets from 2000–2003 | كسوف الشمس series sets from 2000–2003     | كسوف الشمس series sets from 2000–2003 | كسوف الشمس series sets from 2000–2003 | كسوف الشمس series sets from 2000–2003         | كسوف الشمس series sets from 2000–2003 | كسوف الشمس series sets from 2000–2003 |
| ------------------------------------- | ----------------------------------------- | ------------------------------------- | ------------------------------------- | --------------------------------------------- | ------------------------------------- | ------------------------------------- |
| Ascending node                        | Ascending node                            | Ascending node                        |                                       | Descending node                               | Descending node                       | Descending node                       |
| Saros                                 | Map                                       | Gamma                                 | Saros                                 | Map                                           | Gamma                                 |                                       |
| 117                                   | 2000 July 01 [الإنجليزية] Partial (south) | -1.28214                              | 122                                   | 2000 December 25 [الإنجليزية] Partial (north) | 1.13669                               |                                       |
| 127 Totality from لوساكا              | كسوف الشمس 21 يونيو 2001 Total            | -0.57013                              | 132 Partial from مينيابوليس           | كسوف الشمس 14 ديسمبر 2001 Annular             | 0.40885                               |                                       |
| 137 Partial from لوس أنجلوس           | كسوف الشمس 10 يونيو 2002 Annular          | 0.19933                               | 142 Totality from ووميرا              | كسوف الشمس 4 ديسمبر 2002 Total                | -0.30204                              |                                       |
| 147 Culloden, Scotland                | كسوف الشمس 31 مايو 2003 Annular           | 0.99598                               | 152                                   | 2003 November 23 Total                        | -0.96381                              |                                       |

### ساروس 137
وهي جزء من دورة ساروس 137 تتكرر كل 18 سنة و11 يوماً وتحتوي على 70 حدثاً. بدأت السلسلة بكسوف جزئي للشمس في 25 مايو 1389. يحتوي على خسوف إجمالي من 20 أغسطس 1533 حتى 6 ديسمبر 1695، المجموعة الأولى من الكسوف الهجين من 17 ديسمبر 1713 حتى 11 فبراير 1804، المجموعة الأولى من الكسوف الحلقي من 21 فبراير 1822 حتى 25 مارس 1876، المجموعة الثانية من خسوف هجين من 6 أبريل 1894 حتى 28 أبريل 1930 والمجموعة الثانية من الكسوف الحلقي من 9 مايو 1948 حتى 13 أبريل 2507. تنتهي السلسلة في العضو 70 ككسوف جزئي في 28 يونيو 2633. كانت أطول مدة للإجمالي هي دقيقتان و55 ثانية في 10 سبتمبر 1569. يحتوي Solar Saros 137 على 55 خسوفًا مظليًا من 20 أغسطس 1533 حتى 13 أبريل 2507 (973.62 عامًا). هذا ما يقرب من ألف عام!

### سلسلة تريتوس
هذا الكسوف هو جزء من دورة تريتوس، يتكرر عند العقد المتناوبة كل 135 شهرًا متزامنًا ( 3986.63 يومًا، أو 11 عامًا ناقص شهر واحد). مظهرها وخط طولها غير منتظمين بسبب نقص التزامن مع الشهر غير الطبيعي (فترة الحضيض)، لكن التجمعات المكونة من 3 دورات تريتوس (33 عامًا ناقص 3 أشهر) تقترب ( 434.044 شهرًا غير طبيعي)، لذا فإن الكسوف متشابه في هذه التجمعات.قالب:Solar Tritos series 2002 June 10
| Series members between 1801 and 2100        | Series members between 1801 and 2100       | Series members between 1801 and 2100      | Series members between 1801 and 2100 |
| ------------------------------------------- | ------------------------------------------ | ----------------------------------------- | ------------------------------------ |
| December 21, 1805 (Saros 119)               | November 19, 1816 (Saros 120)              | October 20, 1827 (Saros 121)              |                                      |
| September 18, 1838 (Saros 122)              | August 18, 1849 (Saros 123)                | July 18, 1860 (Saros 124)                 |                                      |
| June 18, 1871 (Saros 125)                   | May 17, 1882 (Saros 126)                   | April 16, 1893 (Saros 127)                |                                      |
| March 17, 1904 [الإنجليزية] (Saros 128)     | February 14, 1915 [الإنجليزية] (Saros 129) | January 14, 1926 [الإنجليزية] (Saros 130) |                                      |
| December 13, 1936 [الإنجليزية] (Saros 131)  | November 12, 1947 [الإنجليزية] (Saros 132) | October 12, 1958 [الإنجليزية] (Saros 133) |                                      |
| September 11, 1969 [الإنجليزية] (Saros 134) | August 10, 1980 [الإنجليزية] (Saros 135)   | July 11, 1991 [الإنجليزية] (Saros 136)    |                                      |
| كسوف الشمس 10 يونيو 2002 (Saros 137)        | كسوف الشمس 10 مايو 2013 (Saros 138)        | كسوف الشمس 8 أبريل 2024 (Saros 139)       |                                      |
| March 9, 2035 (Saros 140)                   | February 5, 2046 (Saros 141)               | January 5, 2057 (Saros 142)               |                                      |
| December 6, 2067 (Saros 143)                | November 4, 2078 (Saros 144)               | October 4, 2089 (Saros 145)               |                                      |
| September 4, 2100 (Saros 146)               |                                            |                                           |                                      |

### سلسلة Metonic
تكرر السلسلة metonic الخسوف كل 19 عامًا (6939.69 يومًا)، وتستمر حوالي 5 دورات. تحدث الكسوف في نفس تاريخ التقويم تقريبًا. بالإضافة إلى ذلك، تكرر سلسلة اوكتون الفرعية 1/5 من ذلك أو كل 3.8 سنوات (1387.94 يومًا). تحدث جميع الكسوفات في هذا الجدول عند العقدة الصاعدة للقمر.قالب:Solar Metonic series 2002 June 10
| 21 eclipse events, progressing from south to north between June 10, 1964, and August 21, 2036 | 21 eclipse events, progressing from south to north between June 10, 1964, and August 21, 2036 | 21 eclipse events, progressing from south to north between June 10, 1964, and August 21, 2036 | 21 eclipse events, progressing from south to north between June 10, 1964, and August 21, 2036 | 21 eclipse events, progressing from south to north between June 10, 1964, and August 21, 2036 |
| June 10–11                                                                                    | March 27–29                                                                                   | January 15–16                                                                                 | November 3                                                                                    | August 21–22                                                                                  |
| 117                                                                                           | 119                                                                                           | 121                                                                                           | 123                                                                                           | 125                                                                                           |
| --------------------------------------------------------------------------------------------- | --------------------------------------------------------------------------------------------- | --------------------------------------------------------------------------------------------- | --------------------------------------------------------------------------------------------- | --------------------------------------------------------------------------------------------- |
| June 10, 1964 [الإنجليزية]                                                                    | March 28, 1968 [الإنجليزية]                                                                   | January 16, 1972 [الإنجليزية]                                                                 | November 3, 1975 [الإنجليزية]                                                                 | August 22, 1979 [الإنجليزية]                                                                  |
| 127                                                                                           | 129                                                                                           | 131                                                                                           | 133                                                                                           | 135                                                                                           |
| June 11, 1983 [الإنجليزية]                                                                    | March 29, 1987 [الإنجليزية]                                                                   | January 15, 1991 [الإنجليزية]                                                                 | November 3, 1994 [الإنجليزية]                                                                 | August 22, 1998 [الإنجليزية]                                                                  |
| 137                                                                                           | 139                                                                                           | 141                                                                                           | 143                                                                                           | 145                                                                                           |
| كسوف الشمس 10 يونيو 2002                                                                      | كسوف الشمس 29 مارس 2006                                                                       | كسوف الشمس 15 يناير 2010                                                                      | كسوف الشمس 3 نوفمبر 2013                                                                      | كسوف الشمس في 21 أغسطس 2017                                                                   |
| 147                                                                                           | 149                                                                                           | 151                                                                                           | 153                                                                                           | 155                                                                                           |
| كسوف الشمس في 10 يونيو 2021                                                                   | March 29, 2025                                                                                | January 14, 2029                                                                              | November 3, 2032                                                                              | August 21, 2036                                                                               |

## روابط خارجيةخارجية
كسوف الشمس وفق ناسا 10 يونيو 2002
الصور:
- كسوف جزئي فوق جسر البوابة الذهبية، APOD 12 يونيو 2002
- صور ومقاطع فيديو للكسوف الشمسي الحلقي (ياباني)
- Spaceweather.com: 10 يونيو 2002 كسوف الشمس